# Pilar Algarra
Pilar Algarra (el Xinorlet, Monòver, 1964) és una periodista, dramaturga i agitadora cultural valenciana.
Naixcuda al llogaret monover del Xinorlet (el Vinalopó Mitjà), Pilar Algarra és llicenciada en Ciències de la Informació per la Universitat de València i ha presentat, escrit i dirigit nombrosos programes de televisió. De fet va ser durant vora 10 anys presentadora de l'informatiu Notícies Nou de la Televisió Valenciana. Anteriorment va treballar en Tele Elda durant els anys 1988 i 1989 creant reportatges amb inquietuds que anaven molt per davant al seu temps mostrant en reportatges com el del barri de la *Tafalera on va mostrar com era la vida en eixe barri marginal d'Elda. Altres programes que ha presentat són Europa al Dia i actualment Paraula d'autor a Ràdio Nou.
Algarra s'estrena al teatre amb només 18 anys quan participa en una representació en un congrés de teatre. En 1987 ingressa a la companyia Bambalina Titelles per a la creació de "Pinocchio" i escriu la seua primera obra el 1998, "Está Nislavsky? La vida de un actor" que també la va dirigir en la seua estrena a Elda. El 2010 va ser interpretada a París (França), l'Institut Cervantes de la capital francesa, centre que també va dirigir Pilar Algarra. En aquesta representació, el paper protagonista va ser interpretat per l'actor francès Lionel Rocheman.
Pilar Algarra també ha treballat a diversos projectes culturals i relacionats en el món del llibre, així el 2008 impulsà l'editorial Efecto Violeta on es publiquen obres d'autors novells o sense projecció mediàtica. Darrerament va presentar un projecte innovador, L'Alqueria dels Artistes, un centre cultural per a la convivència d'artistes de diverses disciplines situat al bell mig del Parc Natural de l'Albufera de València i promogut per la fundació Inspirate, presidida per Pilar Algarra.